# Stereodon mossmanianus
Stereodon mossmanianus là một loài Rêu trong họ Hypnaceae. Loài này được (Müll. Hal.) Müll. Hal. & Broth. mô tả khoa học đầu tiên năm 1900.